# West Okoboji, Iowa
West Okoboji, Iowa (енгл. West Okoboji) град је у америчкој савезној држави Ајова. По попису становништва из 2010. у њему је живело 289 становника.

## Демографија
Према попису становништва из 2010. у граду је живело 289 становника, што је -143 (-33.1%) становника више него 2000. године.
| Група             | 2000.       | 2010.       |
| Белци             | 421 (97,5%) | 282 (97,6%) |
| Афроамериканци    | 4 (0,9%)    | 1 (0,3%)    |
| Азијати           | 1 (0,2%)    | 0 (0,0%)    |
| Хиспаноамериканци | 0 (0,0%)    | 4 (1,4%)    |
| Укупно            | 432         | 289         |